# خط طول 36° غرب
خط طول 36° غرب هو أحد خطوط الطول الجغرافية، والتي تمتد من القطب الشمالي الجغرافي إلى القطب الجنوبي الجغرافي، وحسب التحويل الزمني يتأخر خط طول 36° غرب عن خط غرينتش بساعتين و24 دقيقة.

## من القطب إلى القطب
ينطلق خط طول 36° غرب من القطب الشمالي نحو القطب الجنوبي مرورا بالمناطق التي ترد في الجدول التالي:
| الإحداثيات                         | البلد أو الإقليم أو البحر              | ملاحظات |
| ---------------------------------- | -------------------------------------- | --- |
| 90°0′N 36°0′W / 90.000°N 36.000°W  | المحيط المتجمد الشمالي                 | |
| 83°33′N 36°0′W / 83.550°N 36.000°W | جرينلاند                               | |
| 65°59′N 36°0′W / 65.983°N 36.000°W | المحيط الأطلسي                         | |
| 5°3′S 36°0′W / 5.050°S 36.000°W    | البرازيل                               | ريو غراندي دو نورتي بارايبا — from 6°27′S 36°0′W / 6.450°S 36.000°W بيرنامبوكو — from 7°49′S 36°0′W / 7.817°S 36.000°W ألاغواس — from 8°54′S 36°0′W / 8.900°S 36.000°W          |
| 10°0′S 36°0′W / 10.000°S 36.000°W  | المحيط الأطلسي                         | |
| 54°34′S 36°0′W / 54.567°S 36.000°W | جورجيا الجنوبية وجزر ساندويتش الجنوبية | Island of جزيرة جورجيا الجنوبية |
| 54°52′S 36°0′W / 54.867°S 36.000°W | المحيط الأطلسي                         | |
| 60°0′S 36°0′W / 60.000°S 36.000°W  | المحيط الجنوبي                         | |
| 77°57′S 36°0′W / 77.950°S 36.000°W | القارة القطبية الجنوبية                | المطالب الإقليمية بالقارة القطبية الجنوبية by both الأرجنتين (المقاطعة الأرجنتينية بالقارة القطبية الجنوبية) and المملكة المتحدة (المقاطعة البريطانية بالقارة القطبية الجنوبية) |